# Alcoa (Fluss)
Der Alcoa ist ein Fluss in Portugal, der oberhalb von Chiqueda im Kreis Alcobaça (Distrikt Leiria) entspringt und nach knapp fünf Kilometern die Stadt Alcobaça erreicht, wo er mit dem Fluss Baça zusammentrifft.
Die Stadt Alcobaça leitet nach einer Auffassung ihren Namen von diesen beiden Flüssen her, während nach anderer Auffassung der Name arabischen Ursprungs (von Al-cobaxa) sein soll und nach ihm die beiden in der Stadt zusammenfließenden Flüsse benannt worden seien. Zuvor fließen in den Alcoa noch die Flüsse Rio Seco und Rio Esperança und der Bach Ribeira do Mogo. In Alcobaça wurde der Fluss im Laufe des Ausbaus des Klosters vermutlich verlegt. In Chiqueda haben die Mönche im Mittelalter im Flusslauf eine eigene Wassererfassung errichtet (die als Mãe da Água,  Mutter des Wassers, bezeichnet wurde). Dies war der Ausgangspunkt für eine 3,2 Kilometer lange – überwiegend unterirdisch in einem Gerinne geführte – Wasserleitung, die das Kloster mit frischem und sauberem Wasser versorgte.
Obgleich von einem Zusammentreffen der Flüsse Alcoa und Baça in Alcobaça gesprochen wird, behält der Fluss auf seinem weiteren 12 km langen Weg zum Meer, wo er südlich von Nazaré über verschiedene, teils auch künstlich zur Bewässerung angelegte Nebenarme in den Atlantik tritt (im Foz de Alcoa, dem Mündungsgebiet des Alcoa) seinen Namen Alcoa. Vereinzelt findet man, wie in alten Militärkarten, als Bezeichnung für den Fluss nach Aufnahme des Flusses Baça auch den Namen Rio Alcobaça oder auch Rio de Fervença, Letzteres nach einer meerwärts von Alcobaça liegenden Ortschaft, die zur Gemeinde Maiorga gehört, wo noch im frühen Mittelalter die  Lagune von Pederneira hinreichte und in die der Fluss mündete. Die offizielle Bezeichnung, so auch in den öffentlichen Dokumenten, ist indes Alcoa.